# Museo de la Ciudad de Antequera
El Museo de la Ciudad de Antequera (MVCA) es un museo de bellas artes, arqueológico y etnológico de la ciudad de Antequera, España. Alberga en su interior una muy completa y variada colección desde la prehistoria a nuestros días, destacando el Efebo de Antequera.

## Historia

### Museo arqueológico
En 1908 se inaugura en Antequera el Museo Arqueológico Municipal a instancias del arqueólogo D. Rodrigo Amador de los Ríos. Su instalación primera se hizo en uno de los corredores bajos del Palacio Municipal, donde a lo largo de más de cincuenta años se fue reuniendo una importante colección de piezas de valor histórico, la mayoría de ellas de época romana. 

### Museo Municipal
En 1966 se funda el Museo Municipal de Antequera, cuya nueva nueva instalación se hizo en el Palacio Nájera (en la Plaza del Coso Viejo), que tuvo que ser rehabilitado a tal efecto y cuyas obras se prolongaron hasta comienzos de los años setenta del pasado siglo. Finalmente fue inaugurado oficialmente el 15 de marzo de 1972 por los entonces Príncipes de España, Don Juan Carlos y Doña Sofía. 
Su creación estuvo impulsada por un grupo de ciudadanos a raíz del descubrimiento del Efebo de Antequera, una escultura romana de reconocimiento internacional. El Efebo de Antequera fue reclamado por el Museo Nacional de Arqueología de Madrid, pero los vecinos y vecinas de Antequera se movilizaron con éxito a favor del patrimonio local. El Museo Municipal nace de la evolución del anterior museo arqueológico y de la necesidad de conservar y divulgar tanto el Efebo y los muchos otros tesoros y obras de la zona de Antequera. 

### Museo de la Ciudad de Antequera
En 2010 se realiza una nueva rehabilitación y mejora en las instalaciones del museo, en el Palacio Nájera, y se decide cambiar el nombre al actual de Museo de la Ciudad de Antequera (MVCA). Tras las últimas obras, el museo queda adaptado a las necesidades de todos los públicos gracias a la eliminación de las barreras arquitectónicas y de sus completas instalaciones, que incluyen consigna, punto de información y venta de billetes, servicios sanitarios, tienda, etc. 
Además, el MVCA dispone de los recursos e instalaciones necesarias para la realización de las tareas de administración, mantenimiento y difusión que requiere un museo de esta envergadura: oficinas administrativas, salón de actos y proyecciones, salas para exposiciones temporales, talleres de restauración… todo ello además de veinte salas de exposición permanente con un recorrido lineal-cronológico desde la prehistoria hasta nuestros días. 

## El Palacio Nájera
El Palacio de Nájera es una de las joyas arquitectónicas de Antequera, sede del Museo de la Ciudad de Antequera (MVCA) desde 1966. Se encuentra situado en pleno centro histórico, en la intersección entre la calle Nájera y el Coso Viejo, siendo su fachada uno de los elementos más destacables de dicha plaza.

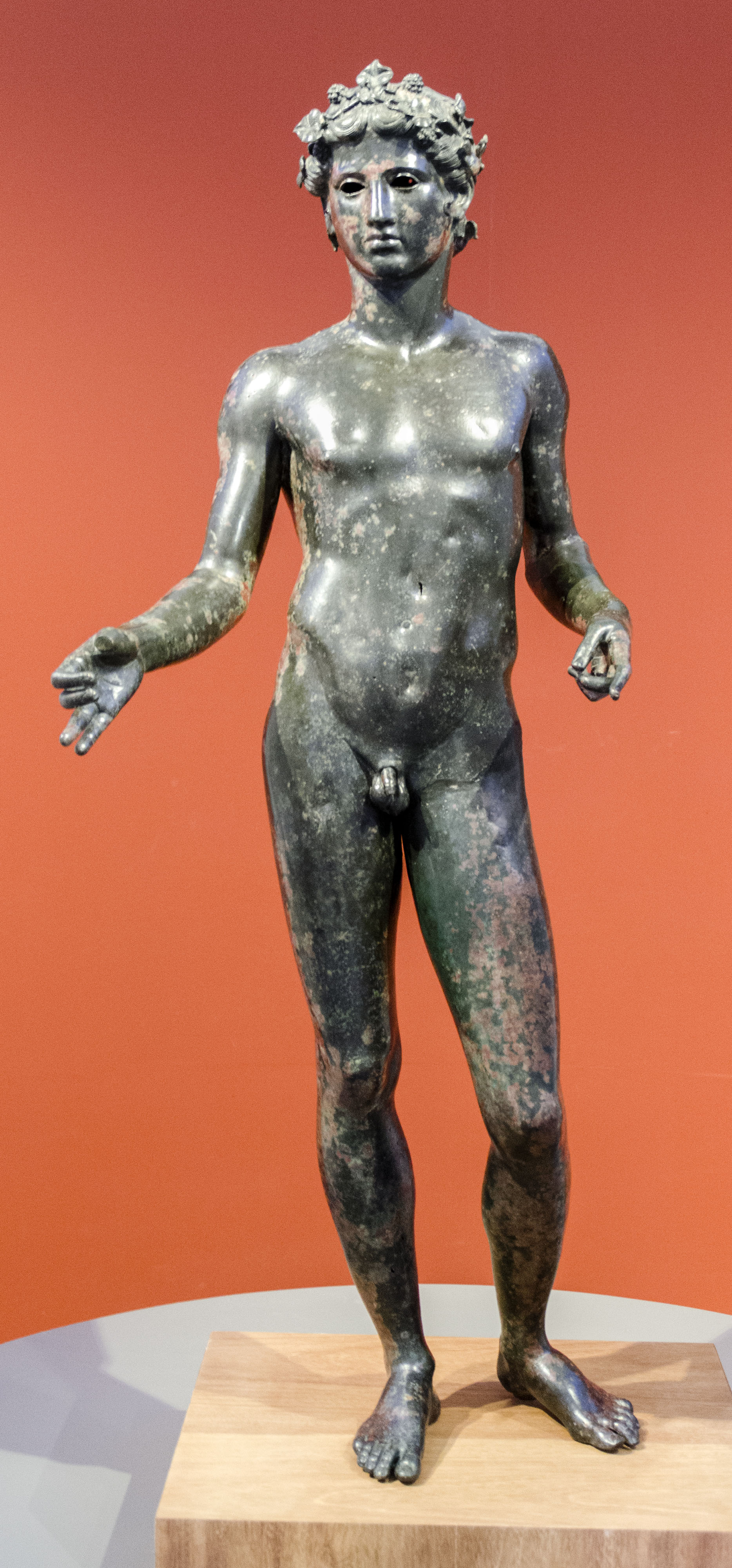
Efebo de Antequera

## Colección
Instalado en el Palacio de Nájera, el museo cuenta con varias colecciones que se inician con la sección de arqueología, que se compone de piezas procedentes del Arco de los Gigantes y otras encontradas en lugares como Singilia Barba, Nescania, lluro. Destacan el mencionado Efebo, del siglo I, y un bronce denominado "Antiocheia sobre el Orontes", del siglo II.
La sección de bellas artes ocupa las plantas superiores del palacio y contiene obras de pintores como "el Mudo Arellano", el mexicano Juan Correa o Pedro Atanasio Bocanegra y piezas de escultores de la talla de Pedro de Mena, así como trabajos de orfebrería. La colección se completa con una sala monográfica sobre la obra del pintor antequerano Cristóbal Toral y dos salas de contenido etnológico.